# Hipoepa undulata
Hipoepa undulata là một loài bướm đêm trong họ Noctuidae.